# 2024年冰岛总统选举
2024年冰島總統選舉於2024年6月1日舉行。時任冰島總統古德尼·約翰內森於2024年初宣布將不再寻求连任第三任期。
总统选举结果显示，冰岛女商人与公共演说家哈德拉·托马斯多蒂尔击败冰岛前总理卡特琳·雅各布斯多蒂爾，成为冰岛共和国历史以来第二位女性国家元首。哈德拉于8月1日就任。

## 背景
在2020年6月27日举行的上届总统选举中，时任总统古德尼·約翰內森以92%的得票率击败格维兹门迪尔·富兰克林·荣松，再度当选总统，任期四年。冰岛的总统一职没有任期限制，古德尼仍有资格连任第三届。但在2024年1月1日，古德尼在向冰岛人民发表的新年致辞中宣布，他将不再寻求连任。

## 选举系统
冰岛总统通过简单多数制直接选举产生，获得简单多数票即可当选。候选人必须是冰岛公民，且在选举日必须年满35岁。
选举日投票从9:00开始，一直持续到22:00。

## 结果
| 候选人                         | 票数    | %      |
| ------------------------------ | ------- | ------ |
| 哈德拉·托马斯多蒂尔            | 73,182  | 34.15  |
| 卡特琳·雅各布斯多蒂爾          | 53,980  | 25.19  |
| 哈拉·赫伦德·洛加多蒂尔         | 33,601  | 15.68  |
| 约恩·格纳尔                    | 21,634  | 10.09  |
| 巴尔迪·索哈尔松                | 18,030  | 8.41   |
| 阿尔纳·索尔·荣松               | 10,881  | 5.08   |
| Steinunn Ólína Þorsteinsdóttir | 1,383   | 0.65   |
| Ástþór Magnússon               | 465     | 0.22   |
| Viktor Traustason              | 392     | 0.18   |
| Ásdís Rán Gunnarsdóttir        | 394     | 0.18   |
| Helga Þórisdóttir              | 275     | 0.13   |
| Eiríkur Ingi Jóhannsson        | 101     | 0.05   |
| 总共                           | 214,318 | 100.00 |
|                                |         |        |
| 有效票数                       | 214,318 | 99.39  |
| 无效票数                       | 514     | 0.24   |
| 空白票数                       | 803     | 0.37   |
| 总票数                         | 215,635 | 100.00 |
| 已登记选民／投票率             | 266,935 | 80.78  |
| 资料来源：国家选举委员会       |         |        |

## 反响

### 国内
得票率第二的候选人卡特琳·雅各布斯多蒂尔向哈德拉表示祝贺，表示“相信她会成为一名优秀的总统”。

### 国际
- 中华人民共和国：主席习近平致电哈德拉，祝贺她当选冰岛总统。习近平表示其高度重视中冰关系发展，愿同当选总统一道努力，“深化两国政治互信，拓展互利合作，推动中冰关系迈上新台阶”[11]。
- 芬兰：总统亚历山大·斯图布在X上发文祝贺哈德拉当选冰岛总统，并表示期待与冰岛进行双边合作和北欧合作[12]。
- ：总统萨洛梅·祖拉比什维利在X上发文祝贺哈德拉当选冰岛总统，表示期待与哈德拉一同加强合作，强化双方共同的价值观。祖拉比什维利亦感谢前总统为深化两国关系做出的个人贡献[13]。
- 立陶宛：总统吉塔纳斯·瑙塞达在X上发文祝贺哈德拉赢得冰岛总统选举。他表示，冰岛与立陶宛存在特殊的关系，希望双方将通过加强安全、政治和经济合作来进一步加强这一纽带[14]。